# Повчанка
Повча́нка (Полча́нка) — річка в Житомирській області України. Ліва притока річки Жерев. 
Протяжність близько 20 км, похил річки — 2 м/км. Площа басейну — 132 км². Абсолютна відмітка висоти дзеркала води в місці впадіння — близько 156 м над рівнем моря. 
Свій витік бере із заболоченої місцевості на північний схід від села Возлякове Овруцького району. Протікає переважно лісовим ландшафтом, а також через населений пункт Липники. Повчанка впадає в річку Жерев на південь від села Повч. 
Має дві притоки: Гнилуша (права) і Жуківка (ліва).